# Hvide arme
Hvide arme eller Lysende arme er en vending som i norrøn skjaldekunst var almindeligt brugt om sexede kvinder.
Før industrialiseringen var fattige kvinder almindeligvis solbrændte af udendørs arbejde. Hvide arme var et status- og sexsymbol.
Blandt de kvinder der blev besunget som hvidarmede, er gudinderne Idun (i Lokes skænderi) og Gerd (i
Skirners færd). Gerds arme var så hvide at de oplyste hav og himmel på lang afstand – så det kan vel ikke undre nogen at
Frej gik fra snosken og blev forelsket.
Udtrykket hvide arme må ikke forveksles med betegnelsen hvide fingre, som er en arbejdsskade.